# Грэм, Уильям Александр
Уильям Александр Грэм (англ. William Alexander Graham; 5 сентября 1804 — 11 августа 1875) — американский юрист, плантатор и политик, Сенатор от Северной Каролины с 1840 по 1843 год, позднее сенатор Конфедеративных Штатов с 1864 по 1865 год, 30-й губернатор Северной Каролины с 1845 по 1849 год и министр военно-морских сил США с 1850 по 1852 год при президенте Милларде Филлморе. Он был кандидатом от партии вигов на пост вице-президента на выборах 1852 года вместе с Уинфилдом Скоттом. Один из трёх губернаторов-вигов в истории Северной Каролины.

## Биография
Уильям Александр Грэм был одиннадцатым ребенком в пресвитерианской семье шотландско-ирландского происхождения Джозефа и Изабеллы Дэвидсон Грэм и родился на плантации Везувий. Отец Грэма был предпринимателем и ярым сторонником американской революции. В детстве Грэм посещал классические школы в Линкольнтоне и Стейтсвилле, а затем завершил подготовительное обучение в Академии Хилсборо. В 1821 году он был принят в Университет Северной Каролины и закончил его с отличием в 1824. Позже Грэм изучал право под руководством Томаса Раффина, будущего главного судьи Верховного суда Северной Каролины. К марту 1828 года он основал свою практику и через несколько лет стал одним из самых успешных адвокатов штата. Постепенно он стал обладателем трёх плантаций, на которых работали рабы, хотя сельское хозяйство никогда не было его главным интересом.
Грэм начал свою политическую карьеру в 1833 году, когда в США зарождались новые политические партии. Он присоединился к противникам президента Эндрю Джексона, которые создали партию вигов и поддержал американскую систему и другие идеи Генри Клея, которые привлекли его. Он был ярым сторонникам юнионизма и выступал против сепаратистов. В 1833—40 годах он был членом законодательного собрания Северной Каролины и дважды был спикером этой палаты. С декабря 1840 по март 1843 года он представлял свой штат в Сенате США, где поддерживал Клея в споре с Джоном Тайлером, который был избран как виг и занял пост президента после смерти Уильяма Генри Гаррисона, но отверг большую часть программы собственной партии. Тем не менее, он поддерживал распределение федеральных средств между штатами, проводимое президентом.
В 1844 году Грэм выиграл выборы губернатора Северной Каролины, победив Майкла Хоука и переизбрался в 1846 году. Грэм не одобрял американо-мексиканскую войну, но несмотря на это он сформировал полк Северной Каролины. Его правление отметилось развитием железных дорог, вниманием к внутренним улучшениям и образовательным вопросам, а также открытием государственной больницы. Грэм отклонил предложение участвовать в европейских дипломатических миссиях от избранного на выборах 1848 года президента-вига Закари Тейлор, но был назначен министром военно-морских сил Миллардом Филлмором. Он способствовал принятию компромисса 1850 года и считал, что он окончательно решит противоречия между севером и югом. Также Грэм полагал, что добросовестное исполнение закона о беглых рабах необходимо для сохранения единства страны.
В 1852 году партия вигов выдвинула генерала Уинфилда Скотта и Грэма кандидатами в президенты и вице-президенты США (хотя сам Грэм поддерживал проигравшего внутрипартийную борьбу Филлмора). В ходе кампании Грэм стремился убедить южан в том, что Скотт занимает «здравые» для того времени позиции по поводу рабства (у генерала была репутация его противника), но потерпел неудачу. Скотт выиграл только четыре штата и проиграл Северную Каролину с небольшим перевесом. Вскоре северные и южные виги окончательно разошлись из-за разногласий по вопросу рабства. После этого Грэм поселился в Хилсборо и работал в Сенате Северной Каролины во время сессии 1854 года. Он не стал присоединяться к набиравшей популярность Американской партии. Когда к 1860 году раскол страны становился всё очевиднее, Грэм присоединился к партии конституционного союза, стремясь поддержать умеренных кандидатов на выборах, но эта попытка провалилась. 
После победы Линкольна на выборах, Грэм призвал жителей Северной Каролины к терпению и примирению и советовал им полагаться на Конституцию как гарантию своих прав; он возглавил силы, сорвавшие референдум о созыве конвента для рассмотрения вопроса о сецессии. Однако после сражения за форт Самтер он смирился с неизбежным и проголосовал за отделение, когда у него не осталось другого выбора. Во время войны Грэм стал поборником личных свобод, конституционного правления и прав штатов, в связи с чем он часто критиковал администрацию конфедеративного президента Джефферсона Дэвиса. Одна из его племянниц была женой знаменитого генерала Джексона "Камменая стена". Весной 1862 года, когда губернатор Джон Эллис бывший противник Грэма, политик-демократ Уильям Холден призвал его баллотироваться на пост губернатора, но вместе этого Грэм поддержал Зебулона Вэнса на этот пост. 
К 1864 Грэм, ставший Сенатором Конфедерации, надеялся на мирные переговоры и сохранение довоенного статуса-кво, но не за освобождение рабов. Также он выступил против призыва рабов в армию Конфедерацию. Когда поражение стало очевидным, Грэм предупредил Вэнса о крахе Конфедерации и советовал Северной Каролине заботиться о своих собственных интересах. Вэнс разрешил Грэму и Дэвиду Суэйну вступить в переговоры с Уильямом Текумсе Шерманом о сдаче города Роли с целью избежать разрушений в столице штата. Многие жители штата не поняли их действий, а спустя многие годы Вэнс пренебрежительно отзывался об их работе.
После окончания войны Грэм считал, что такие юнионисты как он должны были возглавить воссоединение, но был вынужден просить прощение о помиловании из-за своих заслуг перед Конфедерацией. Прошение было отклонено из-за критики Грэмом реконструкции. После принятия полного избирательного права для чернокожих, которых он считал неподготовленными к политической ответственности, Грэм стал сторонником превосходства белой расы и возглавил движение искупителей в Северной Каролине. Грэм был прокурором в процессе удачного импичмента Уильяма Холдена, который снова стал его врагом.
Позже Грэм входил в состав арбитражной комиссии по урегулированию спора о границе между Вирджинией и Мэрилендом. Он скончался в Саратога-Спрингс в штате Нью-Йорк, куда он приехал для участия в заседании комиссии по вопросам границы этих штатов. Он был похоронен на пресвитерианском кладбище в Хилсборо.

## Семья и наследие
8 июня 1836 года Грэм женился на Сюзанне Саре Вашингтон (1816–1890), дочери Джона и Элизабет Херитедж Кобб Вашингтон. У них было десять детей, восемь из которых пережили обоих родителей. В честь Грэма назван один из округов Северной Каролины.